# جاكي هندريكس
جاكي هندريكس (21 ديسمبر 1933 بكينغستون في جامايكا - ) (بالإنجليزية: Jackie Hendriks)‏ هو لاعب كريكت جامايكي. شارك مع منتخب الهند الغربية للكريكت ومنتخب جامايكا الوطني للكريكت.

## وصلات خارجية
- جاكي هندريكس على موقع إي آس بي آن كريك إنفو (الإنجليزية)